# Niveoscincus coventryi
Espèce
Synonymes
- Leiolopisma coventryi Rawlinson, 1975

Niveoscincus coventryi est une espèce de sauriens de la famille des Scincidae.

## Répartition
Cette espèce est endémique d'Australie. Elle se rencontre dans le sud-est de la Nouvelle-Galles du Sud et dans le Victoria.

## Description
C'est un saurien vivipare.

## Étymologie
Cette espèce est nommée en l'honneur d'Albert John Coventry.

## Publication originale
- Rawlinson, 1975 : Two new lizard species from the genus Leiolopisma (Scincidae: Lygosominae) in south-eastern Australia and Tasmania. Memoirs of the National Museum of Victoria, vol. 36, p. 1-16 (texte intégral).